# Куп Србије у фудбалу 2020/21.
Куп Србије у фудбалу 2020/21. је петнаесто такмичење организовано под овим називом од стране Фудбалског савеза Србије.

## Учесници
Пропозицијама је предвиђено да у завршном делу такмичења за Куп Србије у фудбалу 2020/21. учествује:
- 16 (шеснаест) клубова Суперлиге Србије 2019/20,
- 16 (шеснаест) клубова Прве лиге Србије 2019/20,
- 5 (пет) клубова победника куп такмичења за фудбалски Куп Србије организованих у оквиру територијалних фудбалских савеза.[2]

## Календар такмичења
- Претколо: 9. септембар 2020.
- Шеснаестина финала: 21. октобар 2020.
- Осмина финала: 25. новембар 2020.
- Четвртфинале: 10. март 2021.
- Полуфинале: 21. април 2021.
- Финале: 25. мај 2021.[3]

## Претколо
У завршни део такмичења за овосезонски Куп Србије у фудбалу пласирало се 37 клубова, а у шеснаестини финала има места само за 32, те неопходно да се одигра пет утакмица преткола у циљу смањења броја учесника. У претколу учествује 10 клубова — пет победника купова територијалних савеза и пет најлошије пласираних у претходној сезони Прве лиге Србије.
Игра се једна утакмица код првоименоване екипе. Према пропозицијама такмичења, уколико се утакмица заврши нерешеним резултатом, одмах ће се изводити једанаестерци.
| Слога Мајдево | 0 : 10 Извештај | Трајал                                                                                              |
| ------------- | --------------- | --------------------------------------------------------------------------------------------------- |
| Перић 31’     |                 | Јоф 7’ · Јовановић 13’, 40’, 60’ · Јовковић 38’, 55’ · Гогић 50’ · Голубовић 82’ · Николић 53’, 87’ |

| Мокра Гора    | 1 : 1 Извештај | Смедерево 1924     |
| ------------- | -------------- | ------------------ |
| Милојевић 63’ |                | Ђурђевић 87’ (пен) |
| Пенали        |                |                    |
| нема података | 4 : 6          | нема података      |

| Сушица                            | 2 : 0 Извештај | Синђелић Београд |
| --------------------------------- | -------------- | ---------------- |
| Ђурђевић 85’ (пен) · Крстић 90+3’ |                |                  |

| Јединство Руменка                               | 4 : 1 Извештај | Земун       |
| ----------------------------------------------- | -------------- | ----------- |
| Гаџић 1’, 7’ · Тришић 24’ · Мијаиловић 52’ (аг) |                | Црномут 40’ |

| ИМТ                    | 2 : 0 Извештај | Будућност Добановци |
| ---------------------- | -------------- | ------------------- |
| Лукић 37’ · Терзић 59’ |                |                     |

## Шеснаестина финала
Жреб парова шеснаестине финала Купа Србије у сезони 2020/21. обављен је 2. октобра 2020. године у просторијама Фудбалског савеза Србије.
Игра се једна утакмица код првоименоване екипе. Према пропозицијама такмичења, уколико се утакмица заврши нерешеним резултатом, одмах ће се изводити једанаестерци.
| Вождовац                          | 2 : 2 Извештај | Графичар                  |
| --------------------------------- | -------------- | ------------------------- |
| Стоисављевић 65’ · Вујновић 90+2’ |                | Станковић 10’ · Лукић 30’ |
| Пенали                            |                |                           |
| нема података                     | 4 : 2          | нема података             |

| Смедерево 1924 | 1 : 2 Извештај | Раднички Ниш                 |
| -------------- | -------------- | ---------------------------- |
| Бачанин 83’    |                | Петровић 16’ · Ковачевић 40’ |

| Јединство Руменка | 0 : 2 Извештај | Војводина                        |
| ----------------- | -------------- | -------------------------------- |
|                   |                | Ђекић 16’ (аг) · Човић 71’ (пен) |

| Напредак Крушевац       | 2 : 1 Извештај | Жарково  |
| ----------------------- | -------------- | -------- |
| Кочић 58’ · Милошев 82’ |                | Дишић 6’ |

| Јавор Матис     | 2 : 1 Извештај | Раднички 1923 |
| --------------- | -------------- | ------------- |
| Луковић 7’, 17’ |                | Ћировић 46’   |

| Сушица | 0 : 2 Извештај | Спартак Суботица           |
| ------ | -------------- | -------------------------- |
|        |                | Видовић 57’ · Туфегџић 74’ |

| Мачва Шабац       | 1 : 2 Извештај | Металац Горњи Милановац          |
| ----------------- | -------------- | -------------------------------- |
| Обровац 57’ (пен) |                | Милисављевић 49’ · Арамбашић 77’ |

| Нови Пазар | 1 : 3 Извештај | Чукарички                                            |
| ---------- | -------------- | ---------------------------------------------------- |
| Кецап 37’  |                | Видосављевић 43’ · Ковач 58’ · Бирманчевић 51’ (пен) |

| Кабел                             | 3 : 4 Извештај | Радник Сурдулица                               |
| --------------------------------- | -------------- | ---------------------------------------------- |
| Новаковић 1’, 29’ · Месаровић 38’ |                | Павлов 42’ (пен), 68’ · Спасић 51’ · Јокић 79’ |

| Рад           | 0 : 0 Извештај | Колубара      |
| ------------- | -------------- | ------------- |
|               |                |               |
| Пенали        |                |               |
| нема података | 5 : 3          | нема података |

| Трајал | 0 : 2 Извештај | ТСЦ Бачка Паланка     |
| ------ | -------------- | --------------------- |
|        |                | Лукић 80’ · Зец 90+2’ |

| Младост Лучани                   | 3 : 0 Извештај | Динамо Врање |
| -------------------------------- | -------------- | ------------ |
| Кос 3’ · Селенић 37’ · Одита 85’ |                |              |

| Партизан                | 2 : 0 Извештај | Бачка Бачка Паланка |
| ----------------------- | -------------- | ------------------- |
| Павловић 7’ · Асано 75’ |                |                     |

| ИМТ             | 2 : 1 Извештај | Инђија      |
| --------------- | -------------- | ----------- |
| Терзић 39’, 56’ |                | Алексић 42’ |

| Раднички Пирот | 0 : 2 Извештај | Пролетер Нови Сад         |
| -------------- | -------------- | ------------------------- |
|                |                | Галић 49’ · Глушчевић 84’ |

| Црвена звезда                                           | 4 : 2 Извештај | Златибор                    |
| ------------------------------------------------------- | -------------- | --------------------------- |
| Иванић 71’ · Вукановић 73’ · Панков 84’ · Радуловић 86’ |                | Јањић 31’ · Милорадовић 56’ |

## Осмина финала
Жреб парова осмине финала Купа Србије у сезони 2020/21. обављен је 17. новембра 2020. године у просторијама Фудбалског савеза Србије. Парове је извлачио Зоран Филиповић.
Игра се једна утакмица код првоименоване екипе. Према пропозицијама такмичења, уколико се утакмица заврши нерешеним резултатом, одмах ће се изводити једанаестерци.
| ИМТ                          | 2 : 1 Извештај | Раднички Ниш         |
| ---------------------------- | -------------- | -------------------- |
| Терзић 24’ · Вукашиновић 47’ |                | Ђуричковић 67’ (пен) |

| Јавор Матис   | 1 : 1 Извештај | Вождовац               |
| ------------- | -------------- | ---------------------- |
| Николић 65’   |                | Стоисављевић 39’ (пен) |
| Пенали        |                |                        |
| нема података | 1 : 4          | нема података          |

| Спартак Суботица | 1 : 1 Извештај | Младост Лучани |
| ---------------- | -------------- | -------------- |
| Туфегџић 22’     |                | Шатара 78’     |
| Пенали           |                |                |
| нема података    | 5 : 3          | нема података  |

| Радник Сурдулица         | 2 : 2 Извештај | Чукарички                     |
| ------------------------ | -------------- | ----------------------------- |
| Даноски 53’ · Павлов 87’ |                | Бирманчевић 14’ · Кајевић 28’ |
| Пенали                   |                |                               |
| нема података            | 6 : 4          | нема података                 |

| ТСЦ Бачка Топола      | 2 : 0 Извештај | Напредак Крушевац |
| --------------------- | -------------- | ----------------- |
| Варга 17’ · Балаж 76’ |                |                   |

| Металац Горњи Милановац | 0 : 1 Извештај | Партизан  |
| ----------------------- | -------------- | --------- |
|                         |                | Асано 44’ |

| Пролетер Нови Сад | 0 : 2 Извештај | Војводина               |
| ----------------- | -------------- | ----------------------- |
|                   |                | Човић 61’ · Зукић 90+3’ |

| Рад          | 1 : 2 Извештај | Црвена звезда                   |
| ------------ | -------------- | ------------------------------- |
| Радуновић 4’ |                | Спиридоновић 17’ · Крстовић 60’ |

## Четвртфинале
Жреб парова четвртфинала Купа Србије у сезони 2020/21. обављен је 29. јануара 2021. године у просторијама Фудбалског савеза Србије.
Игра се једна утакмица код првоименоване екипе. Према пропозицијама такмичења, уколико се утакмица заврши нерешеним резултатом, одмах ће се изводити једанаестерци.
| ТСЦ Бачка Топола | 1 : 1 Извештај | Радник Сурдулица |
| ---------------- | -------------- | ---------------- |
| Лукић 18’ (пен)  |                | Макарић 37’      |
| Пенали           |                |                  |
| нема података    | 4 : 5          | нема података    |

| Црвена звезда                        | 3 : 0 Извештај | ИМТ |
| ------------------------------------ | -------------- | --- |
| Фалчинели 4’ · Катаи 11’ · Фалко 21’ |                |     |

| Партизан                                         | 4 : 0 Извештај | Вождовац |
| ------------------------------------------------ | -------------- | -------- |
| Шћекић 24’ · Вујачић 32’ · Асано 52’ · Натхо 58’ |                |          |

| Спартак Суботица | 1 : 2 Извештај | Војводина             |
| ---------------- | -------------- | --------------------- |
| Шимура 61’       |                | Човић 58’ · Бојић 69’ |

## Полуфинале
Жреб парова четвртфинала Купа Србије у сезони 2020/21. обављен је 9. априла 2021. године у просторијама Фудбалског савеза Србије. Парове су извлачили представници клубова.
Игра се једна утакмица код првоименоване екипе. Према пропозицијама такмичења, уколико се утакмица заврши нерешеним резултатом, одмах ће се изводити једанаестерци.
| Црвена звезда                | 2 : 1 Извештај | Радник Сурдулица |
| ---------------------------- | -------------- | ---------------- |
| Милуновић 2’ · Фалчинели 19’ |                | Макарић 51’      |

| Војводина | 0 : 1 Извештај | Партизан        |
| --------- | -------------- | --------------- |
|           |                | С. Марковић 11’ |

## Финале
Игра се једна утакмица, а терен одигравања се одређује у складу са чланом 8. пропозиција такмичења. Уколико се утакмица заврши нерешеним резултатом, прво се играју два продужетка у трајању од по 15 минута. У случају да и након одиграних продужетака резултат буде нерешен, победник ће се одредити извођењем једанаестераца.
Жреб за домаћина финалне утакмице одржан је 27. априла 2021. године у просторијама и пред камерама Арене спорт.
| Црвена звезда                       | 0 : 0 Извештај | Партизан                                       |
| ----------------------------------- | -------------- | ---------------------------------------------- |
|                                     |                |                                                |
| Пенали                              |                |                                                |
| Родић · Панков · Крстовић · Николић | 4 : 3          | Натхо · Живковић · Стевановић · Јојић · Штулић |

| Црвена звезда | Партизан |

| Црвена звезда:  |    |                  |  |               |
| О               | 2  | Милан Гајић      |  | 72’           |
| С               | 4  | Мирко Иванић     |  | 91’           |
| О               | 6  | Радован Панков   |  |               |
| С               | 8  | Гелор Канга      |  | 66’           |
| С               | 10 | Александар Катаи |  | 72’           |
| Н               | 16 | Дијего Фалчинели |  | 91’           |
| О               | 19 | Немања Милуновић |  |               |
| О               | 23 | Милан Родић      |  |               |
| Н               | 31 | Ел Фарду Бен     |  | 61’ 100’      |
| С               | 35 | Секу Саного      |  |               |
| Г               | 82 | Милан Борјан     |  |               |
|                 |    |                  |  |               |
| Измене:         |    |                  |  |               |
| Г               | 1  | Зоран Поповић    |  |               |
| О               | 5  | Милош Дегенек    |  | 91’           |
| С               | 20 | Његош Петровић   |  |               |
| С               | 22 | Вељко Николић    |  | 66’           |
| С               | 24 | Жељко Гаврић     |  |               |
| С               | 55 | Славољуб Срнић   |  | 72’           |
| С               | 77 | Марко Гобељић    |  | 72’ 87’ П’ П’ |
| Н               | 92 | Алекса Вукановић |  | 91’           |
| Н               | 99 | Никола Крстовић  |  | 100’ П’       |
| Тренер:         |    |                  |  |               |
| Дејан Станковић |    |                  |  |               |

| Партизан:             |    |                     |  |          |
| О                     | 4  | Светозар Марковић   |  | 46’      |
| О                     | 5  | Игор Вујачић        |  |          |
| Н                     | 8  | Филип Холендер      |  | 87’      |
| С                     | 16 | Саша Здјелар        |  | 84’ 106’ |
| С                     | 19 | Александар Шћекић   |  |          |
| О                     | 26 | Александар Миљковић |  | 85’      |
| С                     | 39 | Милош Јојић         |  |          |
| С                     | 50 | Лазар Марковић      |  | 60’ 72’  |
| О                     | 72 | Слободан Урошевић   |  | 111’     |
| Н                     | 77 | Немања Јовић        |  | 72’      |
| Г                     | 88 | Владимир Стојковић  |  | 15’ П’   |
|                       |    |                     |  |          |
| Измене:               |    |                     |  |          |
| О                     | 3  | Маки Бањак          |  |          |
| С                     | 6  | Бибрас Натхо        |  | 72’      |
| С                     | 10 | Лазар Павловић      |  |          |
| С                     | 14 | Самед Баждар        |  |          |
| О                     | 17 | Марко Живковић      |  | 111’     |
| О                     | 23 | Бојан Остојић       |  | 46’ П’   |
| Н                     | 32 | Никола Штулић       |  | 87’      |
| Г                     | 41 | Александар Поповић  |  |          |
| С                     | 80 | Филип Стевановић    |  | 106’     |
| Н                     | 97 | Александар Лутовац  |  | 72’      |
| С                     | 99 | Милан Смиљанић      |  |          |
| Тренер:               |    |                     |  |          |
| Александар Станојевић |    |                     |  |          |

Помоћне судије: Урош Стојковић, Милан Михајловић, Лазар Лукић
Делегат: Љубомир Ковачевић
| Победник Купа Србије у фудбалу 2020/21. |
| --------------------------------------- |
| ФК Црвена звезда 4. титула              |